# متنزه هاي تور الحكومي
متنزه هاي تور الحكومية 691 أكر (2.80 كـم2) متنزه حكومي على الحافة الشمالية لمدينة كلاركستاون في مقاطعة روكلاند ، نيويورك ، الولايات المتحدة . تقع الحديقة في جنوب الجبل ، والتي لها قمتان ، ارتفاع تور و ليتل تور . أعلى قمة لها ، متوسط تور ، هي 797 قدم (243 م) عالية.

## وصف المتنزه
حديقة هاي تور الحكومية مخصص للاستخدام اليومي خلال أشهر الصيف ، ويحتوي على طاولات نزهة ومسبح ودش ومسارات للمشي لمسافات طويلة، وامتياز للطعام. يمر الطريق الطويل عبر المنتزة.

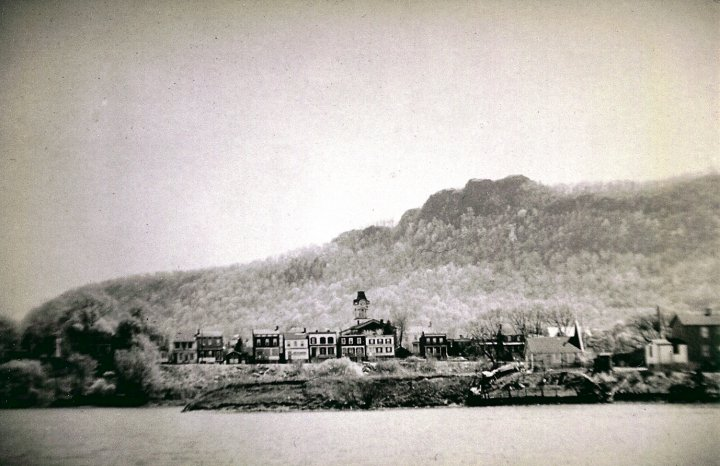
صورة مبكرة من عبر نهر هدسون تتجه نحو قرية هافرسترو وقمتي هاي تور وليتل تور.

يحتوي المتنزه على قمتين: متوسط تور على 797 قدم (243 م) ،  و القليل تور على 620 قدم (190 م) . إنها أعلى القمم ليس فقط في المتنزه ، ولكن في كل حواجز هدسون .[بحاجه الي مصدر] يمكن رؤية أفق مدينة نيويورك من قمة هاي تور.
تم استخدام ارتفاع تور كنقطة إشارة خلال الثورة الأمريكية للمستعمرين ،  واستخدمت كمراقبة للغارات الجوية خلال الحرب العالمية الثانية . عمل الملحن الشهير كورت ويل كمراقب للغارة الجوية هناك. [بحاجه الي مصدر]

## وصلات خارجية
- New York State Parks: High Tor State Park
- NY-NJTC: High Tor State Park
- Palisades Parks Conservancy: High Tor State Park
- NY-NJ-CT Botany Online: Facts about High Tor